# Dépolarisation
La dépolarisation d'une cellule désigne le passage transitoire du potentiel de membrane d'une valeur négative, dite de repos, vers une valeur positive. On parle de dépolarisation notamment pour les cellules excitables (neurone, cellule musculaire...) par l’implication physiologique des variations de potentiel membranaire dans le fonctionnement du système nerveux. De façon générale, toute cellule est dépolarisable, bien que physiologiquement, seuls les neurones, les cellules musculaires et les cellules de certaines glandes se dépolarisent dans leur environnement physiologique.
Le potentiel membranaire dépend entre autres des concentrations extracellulaires et intracellulaires de part et d’autre de la membrane des types ioniques pour lesquelles la cellule est perméable (calcium, potassium, sodium, chlore). Il faut se rapporter à l’équation de Goldman-Hodgkin-Katz en tension : une variation de concentrations ioniques extra et/ou intracellulaires va induire une variation du potentiel de membrane. De même, une modification de la perméabilité de la membrane (notamment par une ouverture ou fermeture de canaux ioniques) va l’influencer. Dans les deux cas, plus une membrane est perméable à un type ionique donné, plus un changement lié à cet ion (c'est-à-dire une variation de concentration ionique, une ouverture/fermeture de canaux) modifiera la valeur du potentiel membranaire.

## Illustration
Dans des conditions physiologiques, les neurones (cellules excitables) mais aussi les cellules gliales (cellules non excitables) sont fortement, mais pas exclusivement, perméables au potassium. Une augmentation, même légère, de potassium extracellulaire les dépolarisera.
Un autre exemple est la génération de potentiels post-synaptiques lors de la transmission neuronale. La libération de neurotransmetteurs dans la synapse va induire l’ouverture de canaux ioniques : des courants ioniques vont être générés, ce qui va modifier les concentrations ioniques intracellulaires et extracellulaires (par l’entrée et la sortie d’ions), et en s’ouvrant, les canaux ioniques vont augmenter la perméabilité de la membrane. On parle de potentiel post-synaptique excitateur dans le cas d’une dépolarisation neuronale.
Pour un type ionique précis, son influence sur le potentiel de membrane d’une cellule (va-t-il induire une dépolarisation, une hyperpolarisation) va dépendre du potentiel d’équilibre de cet ion.